# Fuchsia simplicicaulis
Fuchsia simplicicaulis is een plantensoort uit de teunisbloemfamilie (Onagraceae). De wetenschappelijke naam is gepubliceerd in 1802 door Hipólito Ruiz en José Pavón. Het is een hoog opgaande robuuste struik met opvallende bloemtrossen. De soortaanduiding simplicicaulis betekent “met enkelvoudige steel”.

## Beschrijving
Deze fuchsia is een klimmende struik waarvan de stam en de grote zijtakken afschilferen. De twijgen waaraan de bloemen verschijnen, zijn rood gekleurd.
De bladeren zijn groot, generfd en donkergroen. Ze komen voor in kransen aan de jonge takken en hebben rode bladstelen.
De bloemen hangen in trossen aan korte bloemsteeltjes. Samen met de bloemknoppen ontstaan steunblaadjes die meegroeien met de bloemstelen zodat een “pluim” gevormd wordt.
De lange bloembuis is rozerood. De kroonbladen donkerrood. De bessen zijn langwerpig en donkerpaars.

## Verspreiding
In Centraal-Peru op de oostelijke hellingen van de Andes op een hoogte tussen 2200 en 2500 m.

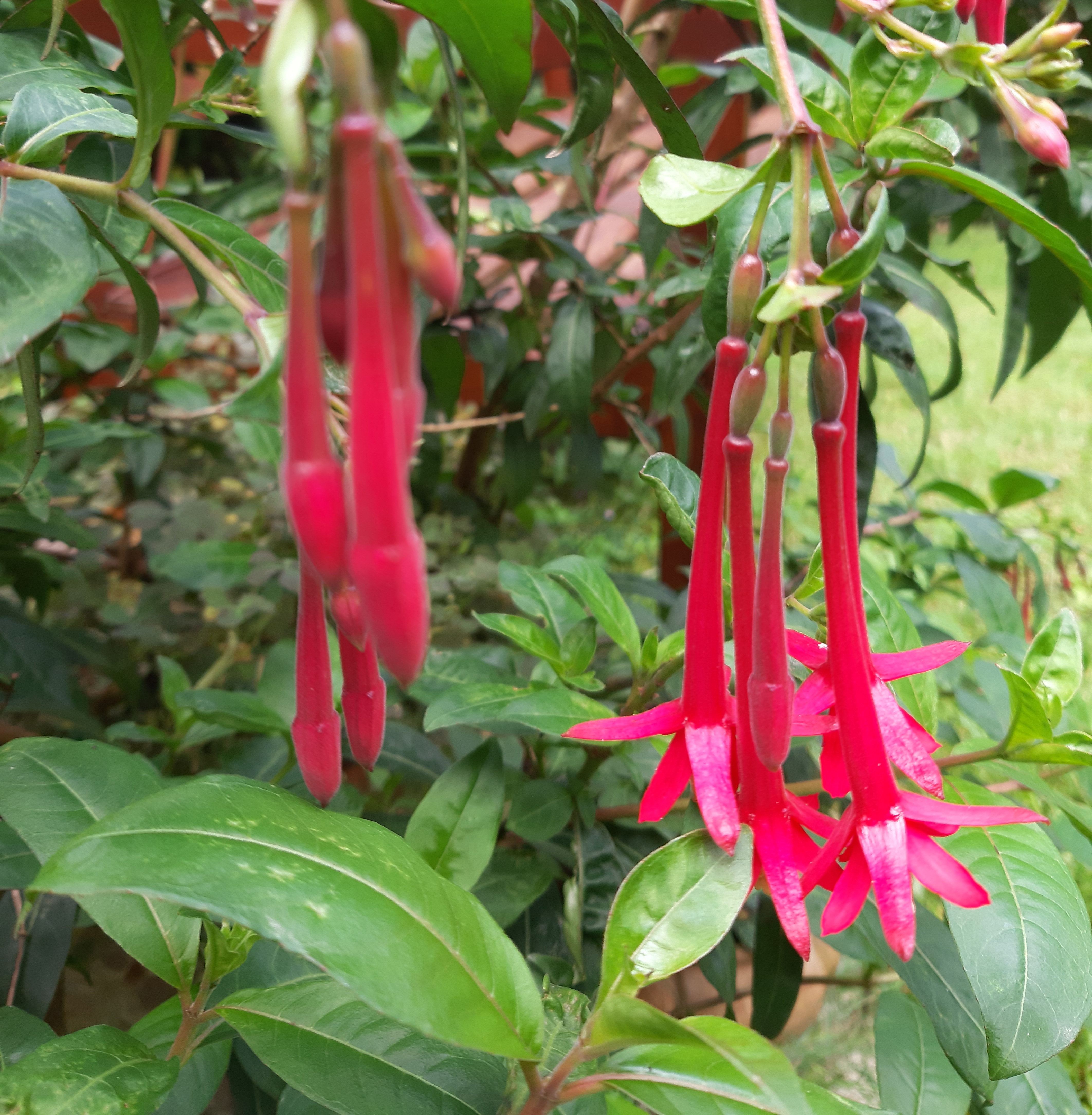
Fuchsia simplicicaulis

... · 
F. arborescens · 
F. ×bacillaris · 
F. boliviana · 
F. excorticata · 
F. jimenezii · 
F. lycioides · 
F. magellanica · 
F. nigricans · 
F. pachyrrhiza · 
F. procumbens · 
F. simplicicaulis · 
F. splendens · 
F. tilletiana · 
...